# Mesocricetus auratus

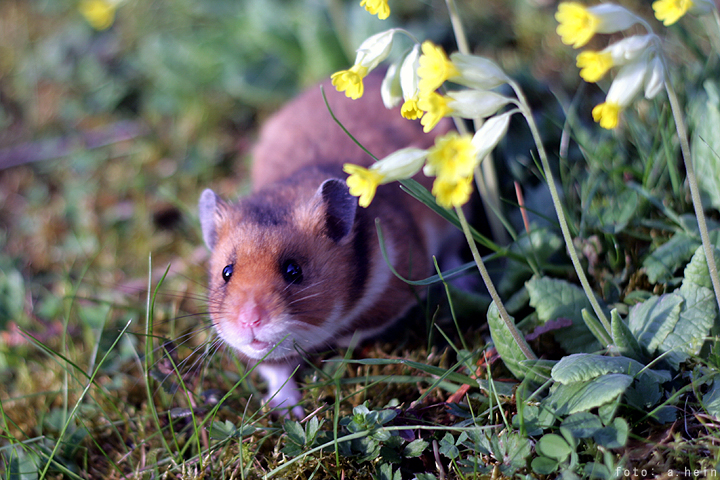
Mesocricetus auratus, il criceto dorato.

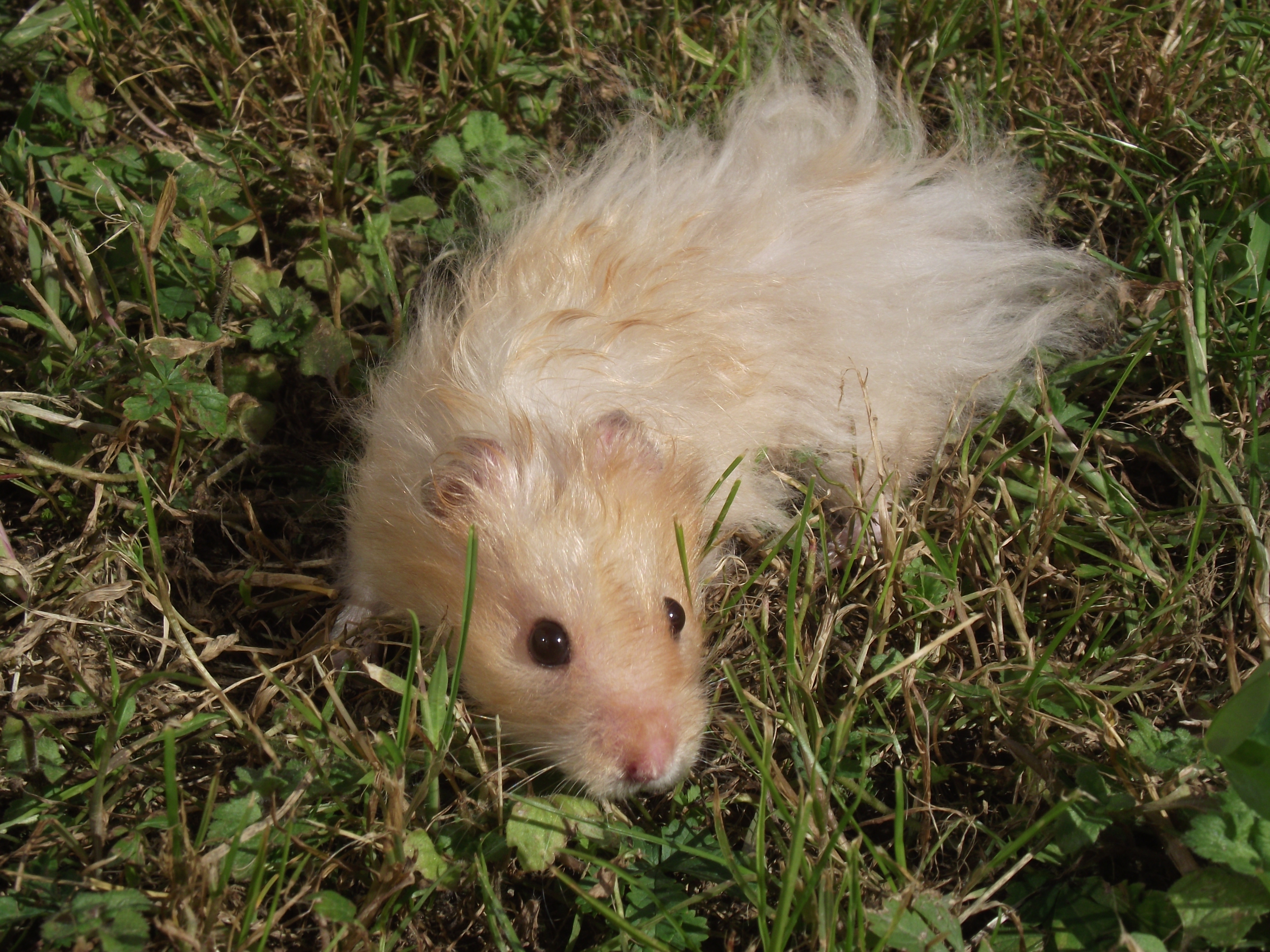
Razza a pelo lungo.

Mesocricetus auratus Waterhouse, 1839, conosciuto come criceto dorato o criceto siriano, è un roditore appartenente alla famiglia Cricetidae ed è stato il primo criceto in assoluto ad essere allevato. In cattività sono state selezionate numerose razze.

## Distribuzione
Ha un areale molto ridotto, e proviene soltanto dalla Siria e da parte della Turchia.

## Descrizione
Il criceto dorato può raggiungere anche i 13-18 cm di lunghezza. La vita media è di tre anni. La colorazione è marrone dorata fittamente punteggiata di nero su tutto il corpo; il ventre è bianco sporco, gli occhi e le orecchie sono neri. Il dimorfismo sessuale non è molto marcato; le femmine hanno tuttavia il corpo più arrotondato e sul ventre sono visibili i capezzoli.

## Biologia

### Alimentazione
È onnivoro; può portare il cibo al nido grazie a due tasche guanciali ai lati del collo: da queste viene fatto uscire premendo con le zampe anteriori.

### Comportamento
I criceti hanno abitudini crepuscolari e notturne. Come altri roditori, assumono nel sonno una posizione raggomitolata nelle stagione fredda.

### Riproduzione
La femmina va in calore un giorno ogni 4. La riproduzione in natura avviene solitamente tra febbraio e marzo, mentre in cattività può avvenire in qualsiasi periodo dell'anno; la gestazione è assai breve e non dura mai più di 18 giorni. Il parto avviene generalmente di notte; i piccoli appena nati hanno occhi e orecchie chiusi.

## Allevamento
Gli esemplari domestici di oggi discendono da un'unica femmina, catturata nel 1930 da una spedizione nei pressi di Aleppo, in Siria; quattro esemplari, di cui tre maschi, vennero portati all'Università di Gerusalemme. L'università cominciò a distribuirli ad altri istituti di ricerca, in alternativa a topi e ratti. Dal primo istituto che li ricevette, nel nord di Londra, alcuni esemplari giunsero allo zoo e anche nelle mani di privati. Nel 1938 i primi criceti arrivarono negli USA.

## Tassonomia
Questa specie fu descritta dal naturalista inglese George Robert Waterhouse nel 1839; la località tipo è Aleppo e l'olotipo è una femmina, oggi conservata al Museo di storia naturale di Londra.

## Razze
Ne sono state selezionate diverse, anche albine e senza pelo. Alcuni colori selezionati tramite incroci sono il nero, cannella, bianco e nero, crema e nero, rosso rubino e pezzato o "tartarugato". Quest'ultimo è spesso dovuto ad un'anomalia genetica. In commercio si trovano anche esemplari a pelo lungo.

## Conservazione
Questa specie è classificata come "vulnerabile" (VU) dalla lista rossa IUCN a causa della riduzione e del deterioramento del suo habitat, dovuto all'espansione degli insediamenti umani.